# Yákov Chérnijov

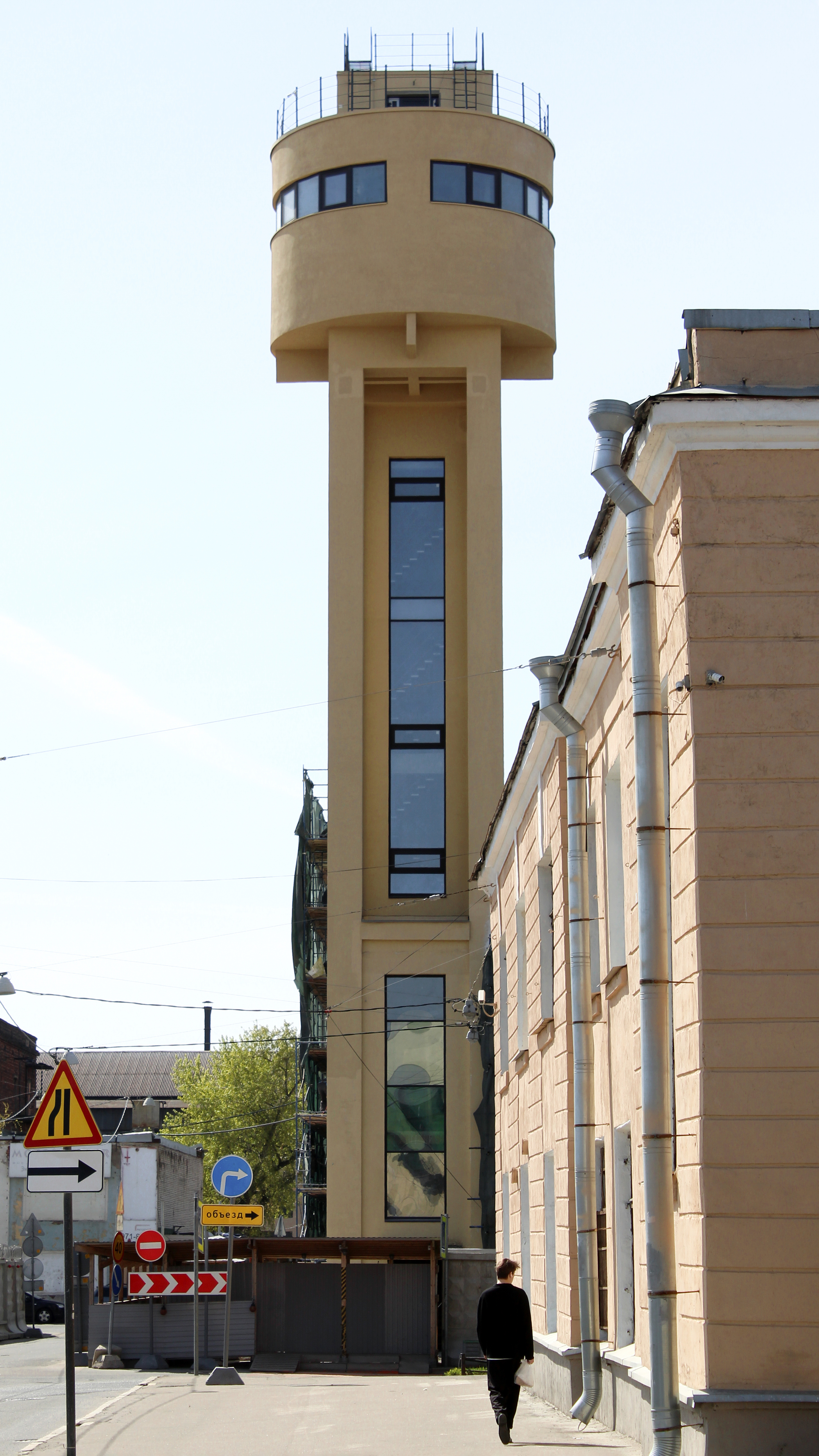
La torre de agua de Chérnijov en proceso de restauración, 2023.

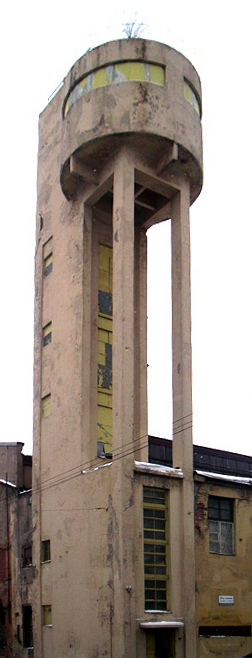
La torre de agua diseñada por Chérnijov, 2006.

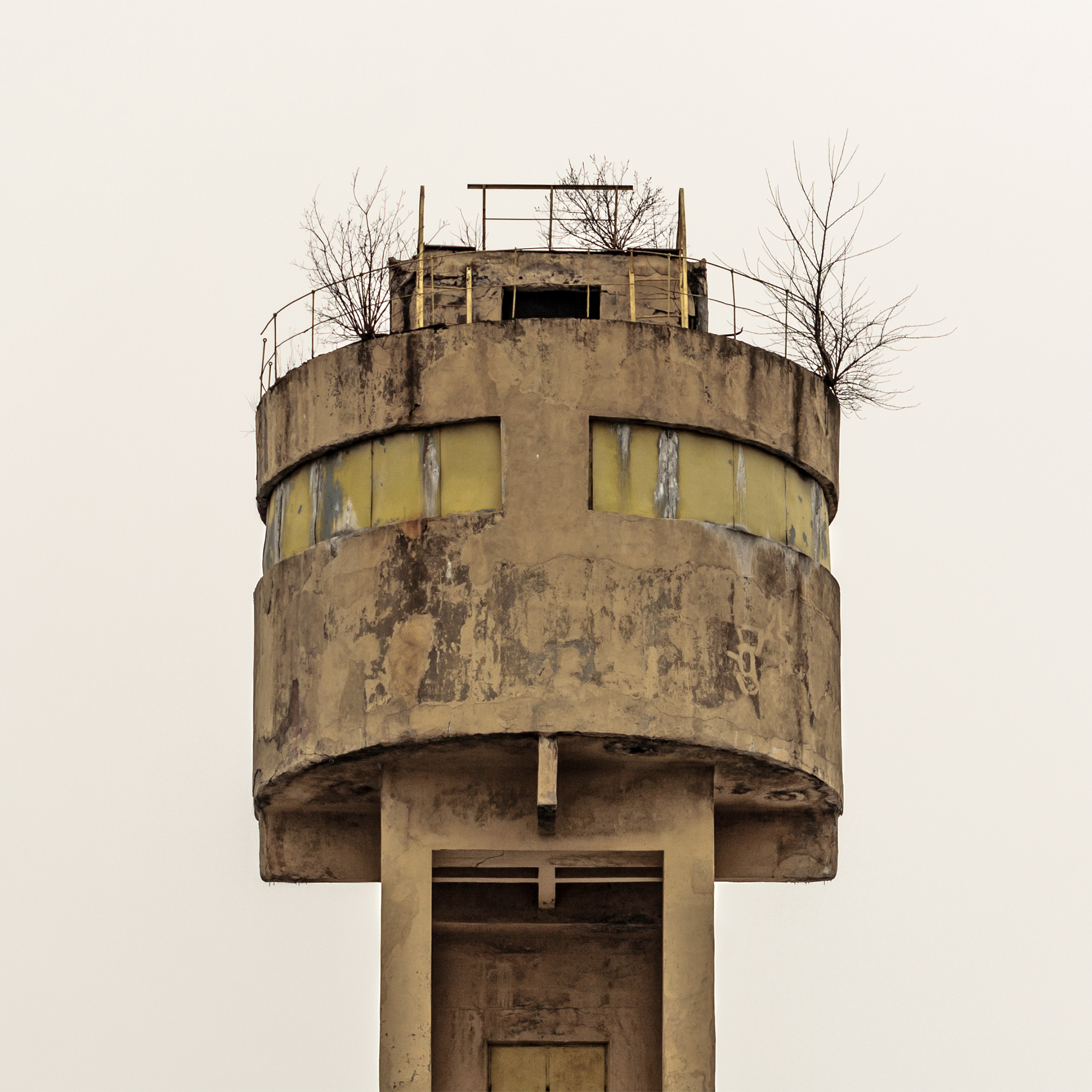
Torre de agua de la factoría de fabricación de clavos y alambres «Fabricante rojo de clavos», 2011.

Yákov Gueórguievich Chérnijov (Pavlogrado, Gobernación de Yekaterinoslav, 17 de diciembre de 1889 – Moscú, 9 de mayo de 1951) fue un arquitecto y artista gráfico ruso. Sus libros, que incluyen las conocidas fantasías arquitectónicas, fueron publicados en Leningrado (hoy San Petersburgo) entre 1927 y 1933, y son considerados piezas clave en el desarrollo del movimiento constructivista ruso de la era posrevolucionaria.

## Biografía
Chérnijov fue el duodécimo hijo de la familia de un empresario de restauración de origen judío, posteriormente arruinado. En 1906, dejó Pavlograd, para estudiar en la Escuela de Arte Grékov, en Odesa, Ucrania, que en ese momento, formaba parte de la Academia de Artes de San Petersburgo. 
Para ganarse la vida, trabajó como cargador en una fábrica de cartón. Trabajó también en un negocio de marcos; se especializó en el retoque de fotografías, y participó como arquitecto en el diseño y la construcción de algunos edificios de la Exposición Industrial y Comercial de Odesa. De esta manera fue adquiriendo habilidades en el diseño y las artes gráficas, y ya para "1912, debido a su habilidad gráfica, empezó a ofrecer sus servicios como dibujante por horas".
Chérnijov inició su carrera independiente en el arte gráfico en 1912, mismo año en el que comienza su práctica como profesor.
En 1914, una vez graduado de la Escuela de Arte, cambió su residencia a Petrogrado, y allí ingresó a la facultad de pintura de la Academia Imperial de las Artes, donde simultáneamente tomaría cursos en la Academia Superior de Pedagogía. En 1916, Chérnijov accede a la facultad de arquitectura. En 1925, se gradúa en el Vjuteín de Petrogrado como arquitecto artista. Entre sus profesores hubo educadores de renombre, como Kiriak Kastandi y Guennadi Ladýzhenski en Odesa, y Vladímir Beklemíshev, Dmitri Kardovski, Gueorgui Kosyakov, Iván Fomín y su tutor, el arquitecto Leonti Benuá (Leon Benois) en Petrogrado.
Se interesó en gran medida por los movimientos de vanguardia, en especial por el futurismo italiano, el constructivismo ruso, y el suprematismo del también pintor ruso Kazimir Malévich. "Luego de graduarse de la Academia de Artes Finas en 1925, Chérnijov se involucró en la producción y el diseño en Leningrado durante los años 20's y 30's".
Relativamente tarde, Chérnijov se unió al movimiento constructivista, cuando el auge de los laboratorios de investigación, había quedado atrás. En 1927, Yákov Chérnijov establece su propio "Laboratorio Experimental de Investigación de Formas Arquitectónicas y Métodos en el Arte Gráfico", donde junto con sus estudiantes, además de otros asistentes, lleva a cabo trabajos y proyectos experimentales. "El rango de  problemas que preocupaba a Yákov Chérnijov era inusualmente amplio. Incluía investigaciones en el campo del ornamento geométrico y suprematista, el desarrollo de nuevos métodos de enseñanza en campos tanto gráficos como espaciales, investigación en la teoría del constructivismo y el problema de la forma en la arquitectura moderna, para el diseño y construcción de edificios civiles e industriales".
En 1936, se trasladó a la ciudad de Moscú, y cuando acabó la II Guerra Mundial fue nombrado director del Departamento de Arquitectura del Instituto Mossoviet de la Construcción.
De manera póstuma, en 1958, se editó su último libro: La construcción de las formas de las letras.

## Libros
Chérnijov expuso sus ideas en una serie de libros publicados entre 1927 y 1933, que incluyen:
- El arte de la representación gráfica (1927),
- Curso de dibujo geométrico (1928),
- Principios fundamentales de la arquitectura contemporánea (Osnovy sovreménnoy arjitektury, de 1929-1930),
- El ornamento: estructuras de composición clásica (1930),
- La construcción de formas arquitectónicas y maquinistas (Konstrúktsiya arjitektúrnyj i mashínnyj form, de 1931),
- El que sería sin duda su libro más reconocido: Fantasías arquitectónicas: 101 composiciones (Arjitectúrnye fantázii, 101 kompozítsiya, de 1933),
- La construcción de las formas de las letras (1958, póstumo)

Estos libros se convirtieron en fuente de inspiración para muchas generaciones de arquitectos. Fantasías Arquitectónicas fue, tal vez, el último libro de vanguardia publicado en la Unión Soviética durante la era estalinista. Sus imágenes, de una calidad extraordinaria, predicen la naturaleza de la arquitectura construida durante la mayor parte del siglo XX.

## Trascendencia

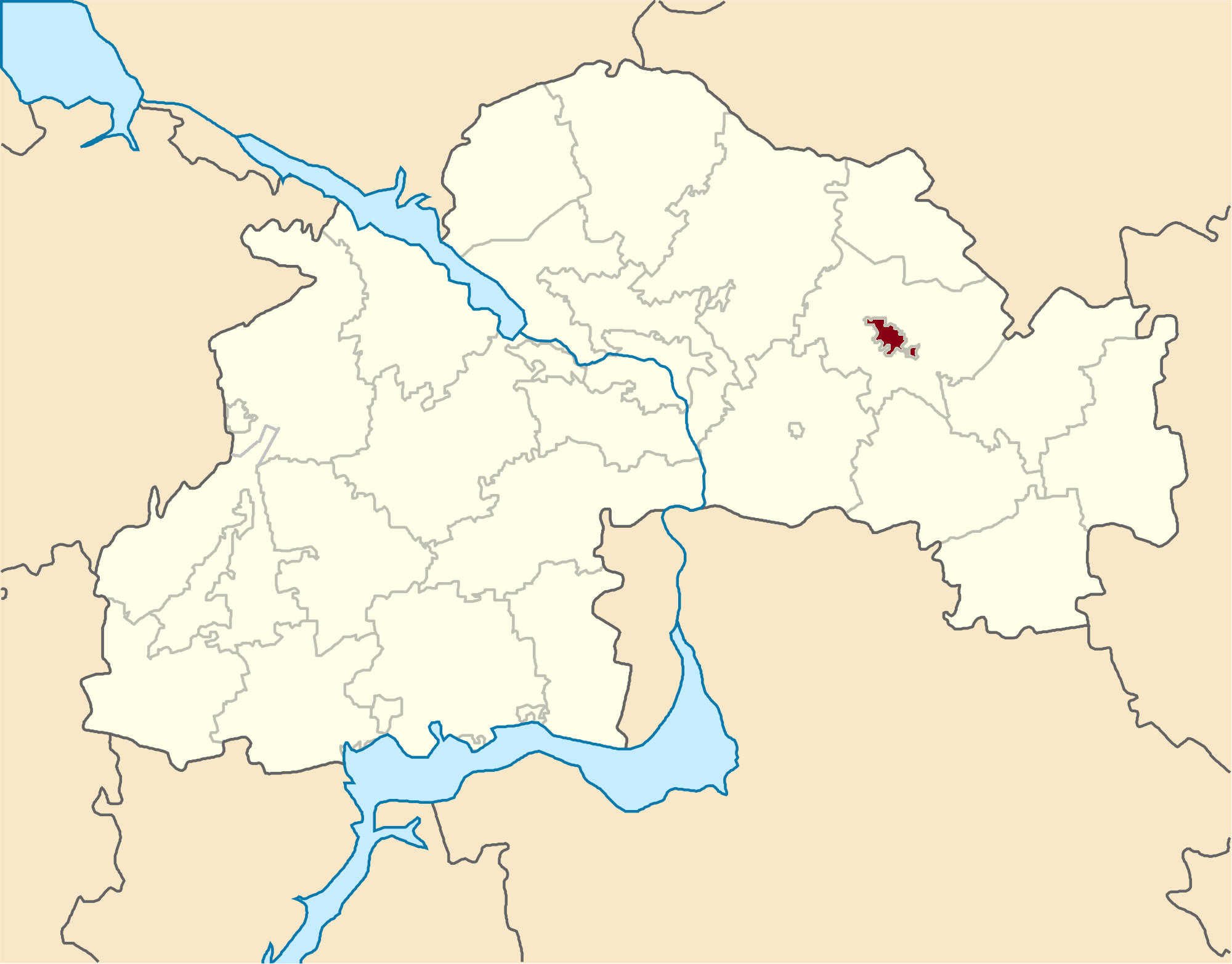
Pavlogrado en el mapa de la óblast de Dnipropetrovsk, Ucrania.

Cabe mencionar que las propuestas de Chérnijov, no fueron del todo aplaudidas por el régimen de Stalin; sin embargo su trabajo sigue influenciado a muchos. Chérnijov "desarrolló proyectos para los que en ese momento eran los baluartes de la industrialización: plantas procesadoras de metal y edificios para la industria química. Diseñó edificios residenciales, institutos de investigación científica y escuelas (existen hasta 60 proyectos de su autoría, que incluyen hasta 30 proyectos construidos bajo se directa supervisión)". Sin embargo, solo algunos de esos proyectos sobreviven hasta nuestros días. El más notable, es la torre de agua de la factoría de fabricación de clavos y alambres el «Fabricante rojo de clavos» («Красный гвоздильщик», Krasny gvozdílschik) en Leningrado (1930-1931).
En el año 1991, la revista española AV dedicó una de sus monografías al Constructivismo ruso. Sobre Chérnijov se explica lo siguiente: "Aunque su participación en los debates de los años de mayor fermento creativo fue algo marginal, su obra gráfica es el reflejo de los principales planteamientos formales y compositivos de sus colegas más comprometidos. Siendo un verdadero maestro del dibujo, aprovechó sus dotes gráficas para difundir, a través de sus libros, las arquitecturas que nunca pudieron hacerse realidad".
Yákov Chérnijov produjo cerca de 17,000 dibujos y proyectos, y en algún momento fue considerado el "Piranesi" soviético.